# Doug Stupart
Douglas Annesley David „Doug“ Stupart (* 30. März 1882 in der Kapkolonie, heute Südafrika; † 6. Mai 1951) war ein südafrikanischer Leichtathlet.

## Karriere
Stupart zog gegen 1890 in die Nähe von Johannesburg, wo er die Marist Brothers’ School besuchte. Bereits als Kind galt er als guter Athlet, von 1897 bis 1902 bestritt er jedoch keine Wettkämpfe. Ab 1903 begann er, sich dem Hürdenlauf zu widmen, wodurch er auf den flachen Strecken etwas an Geschwindigkeit einbüßte. Bereits 1904 konnte er die Südafrikanische Meisterschaft über die Hürdendistanz (120 Yards) für sich entscheiden und in den beiden folgenden Jahren gelang es ihm, seinen Erfolg zu wiederholen. An den Landesmeisterschaften 1907 in Durban nahm er nicht teil, da er am Vortag des Wettkampfes heiratete, 1908 gewann er erneut.
Er vertrat sein Land bei den Olympischen Sommerspielen 1908 in London, wo er bei der Eröffnungsfeier Fahnenträger Südafrikas war. Er startete im Dreisprung sowie im 110-Meter-Hürdenlauf. Im Dreisprung belegte er mit einer persönlichen Bestleistung von 13,40 Metern den zehnten Rang; auf die Bronzemedaille fehlten im 72 Zentimeter, der Olympiasieger Tim Ahearne aus dem Vereinigten Königreich sprang sogar gute anderthalb Meter weiter als er. Über die Hürdenstrecke wurde er in seinem Vorlauf Dritter hinter dem Briten Alfred Healey und Henry Murray aus Australasien, was nicht zum Einzug ins Halbfinale ausreichte.
Neben seiner Leichtathletikkarriere spielte Stupart auch Rugby. Er arbeitete für die Eisenbahn in der Provinz Transvaal.